# Geraldine Dvorak
Geraldine Dvorak est une actrice américaine née le 1er janvier 1904 et décédée le 25 avril 1985.

## Biographie
Elle est née au Texas.

## Filmographie
- 1928 : La Belle Ténébreuse
- 1928 : Les Nouvelles Vierges
- 1929 : Jeunes filles modernes
- 1930 : Playing Around
- 1930 : Son of the Gods
- 1930 : Redemption de Fred Niblo
- 1930 : The Naughty Flirt d'Edward F. Cline
- 1930 : Monte-Carlo
- 1931 : No Limit
- 1931 : Dracula
- 1931 : Agent X 27
- 1931 : The Pagan Lady
- 1932 : Arsène Lupin
- 1932 : The Girl from Calgary
- 1937 : Saratoga